# Acanthina
Acanthina, tên tiếng Anh: unicorn snail, là một chi ốc biển săn mồi cỡ nhỏ, là động vật thân mềm chân bụng sống ở biển trong họ Muricidae, họ ốc gai.

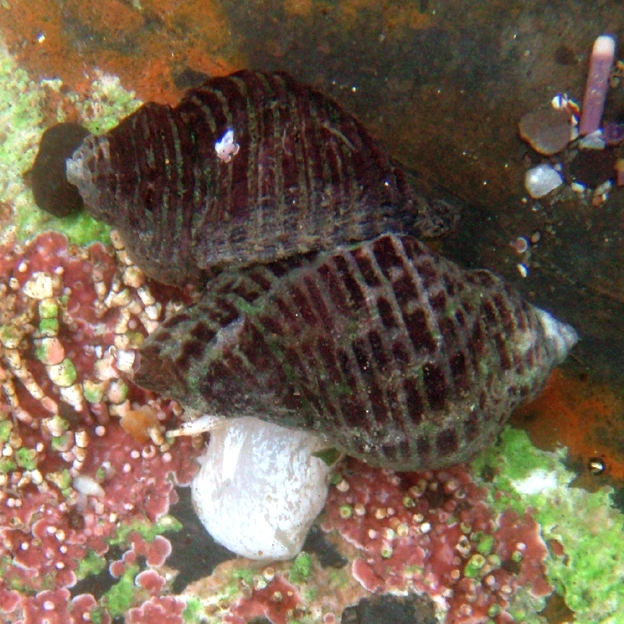
Một cặp Acanthina punctulata đang giao phối trong vùng bãi nước triều ở miền trung California.

## Môi trường sống
Loài ốc này sống ở vùng bãi nước triều.

## Các loài
Các loài thuộc chi Acanthina bao gồm:
- Acanthina monodon (Pallas, 1774)
- Acanthina unicornis (Bruguière, 1789)
- Acanthina paucilirata
- Acanthina punctulata
- Acanthina lugubris
- Acanthina spirata

Các loài được đưa vào đồng nghĩa
- Acanthina angelica Oldroyd, 1918: đồng nghĩa của Mexacanthina angelica (Oldroyd, 1918)
- Acanthina costata Fischer, 1807: đồng nghĩa của Acanthina monodon (Pallas, 1774)
- Acanthina imbricata Fischer, 1807: đồng nghĩa của Acanthina monodon (Pallas, 1774)
- Acanthina laevigata Fischer, 1807: đồng nghĩa của Acanthina monodon (Pallas, 1774)
- Acanthina tyrianthina Berry, 1957: đồng nghĩa của Mexacanthina lugubris (Sowerby, 1821)

## Hình ảnh

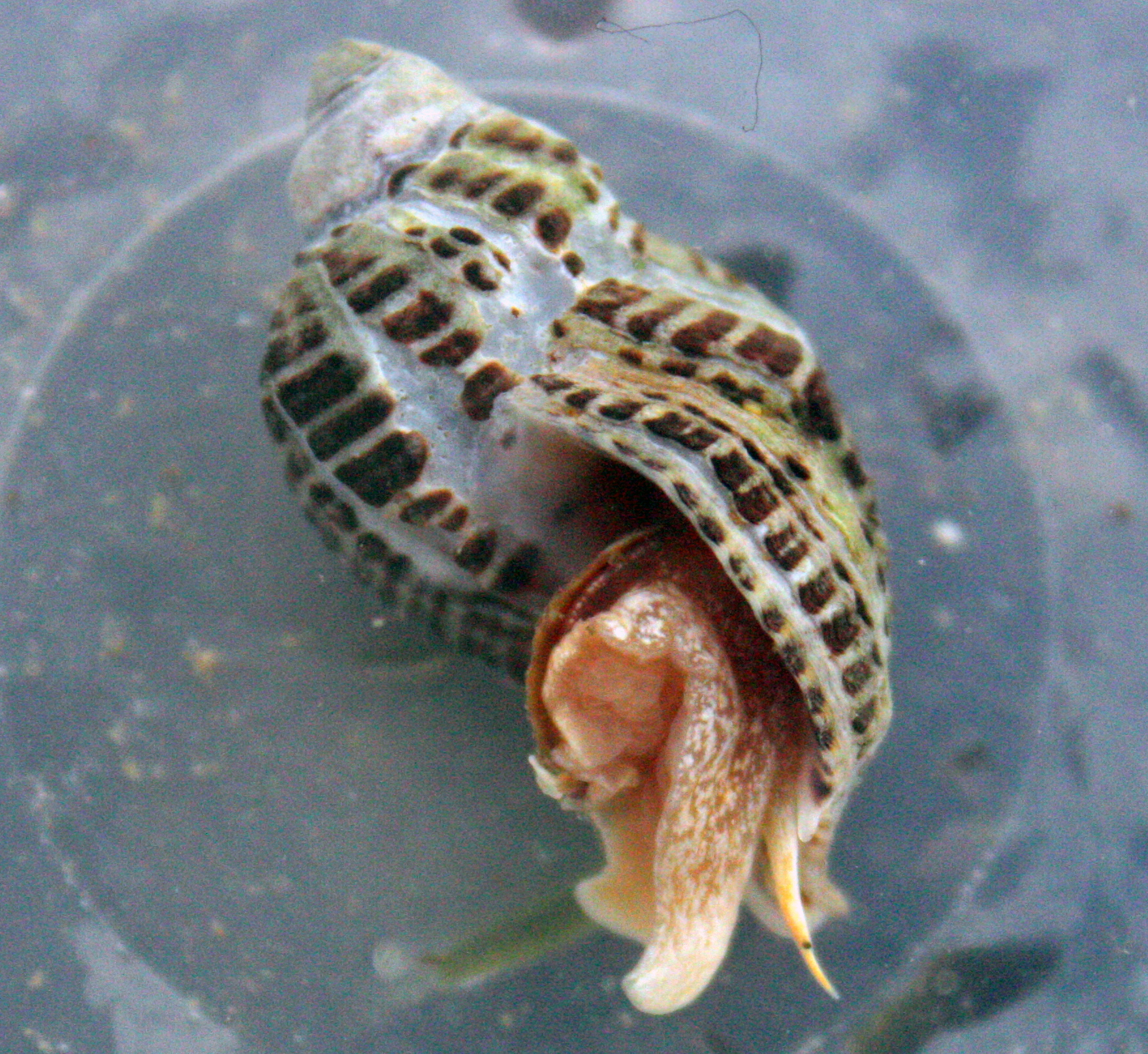